# Don Dracula
Don Dracula (яп. ドン・ドラキュラ, Don Dorakyura) — манґа Осаму Тедзуки, яка виходила у 1979 році. На її основі було випущено аніме-серіал, що транслювався з 5 по 26 квітня 1982 року.

## Сюжет
Проживши кілька років у Трансільванії, граф Дракула переїжджає до Японії. У токійському районі Неріма він разом зі своєю дочкою Чоколою та вірним слугою Ігорем продовжує жити в замку.
Поки Чокола відвідує вечірні заняття в середній школі Мацутані, Дракула відчайдушно прагне пити кров прекрасних незайманих жінок — підходящу їжу для вампіра його статури. Однак щоночі, коли Дракула виходить на полювання, він потрапляє в якісь заворушення. Оскільки в Японії ніхто не вірить у вампірів, сама його присутність спричиняє неприємності серед мешканців міста.
Нехитру комедію про гордого вампіра, який пристосовується до життя в Японії, ускладнює професор Гелсінг, заклятий ворог графа Дракули протягом останніх десяти років. Він приїхав до Японії, щоб знищити Дракулу, але має трагічну ваду — страждає на геморой. Крім того, Дракулу переслідує Блонда, перша жінка, в якої Дракула зміг випити кров, коли прибув до Японії. Оскільки Блонда має обличчя, яке могла б полюбити лише мати, Дракула прагне втекти від неї якомога далі.
Опублікований у тому ж журналі, що й Black Jack, Тедзука прокоментував, що створювати безглузді витівки бідолашного вампіра було дуже весело.

## Персонажі
Граф Дракула
Легендарний вампір, якому в Японії живеться важче, ніж у Трансільванії. Днями він спить у труні в підвалі свого замку, а ночами блукає вулицями Шінджюку та Шібуї. Його послаблює вода (майже в будь-якому вигляді) і все, що має форму хреста. Його можна знищити, встромивши кілок у груди. Сонячне світло перетворить його на пил, але Ігор або Чокола зазвичай збирають його пилососом, а потім відновлюють його а-ля рамен швидкого приготування за допомогою магічного заклинання, яке включає чашку крові плюс вміст пилососа.
Чокола
Дочка Дракули, яка зараз відвідує вечірні заняття в середній школі Мацутані в Токіо. Напіввампір-напівперевертень, Чокола чудово виживає у воді, але під впливом сонячних променів вона перетворюється на пил. Вона може їсти звичайну людську їжу, але віддає перевагу людській крові. На відміну від свого батька, вона готова кусати як чоловіків, так і жінок, але змирилася з тим, що її однокласники — поза зоною досяжності. Вона є членом шкільного клубу любителів наукової фантастики.
Нобухіко Обаяші
Однокласник Чоколи в середній школі Мацутані і член шкільного клубу любителів наукової фантастики. Він вірить у прибульців та НЛО, але не в олдскульних істот на кшталт вампірів чи перевертнів. У другому томі він змушений перейти до денної школи через роботу батька, але все одно час від часу відвідує Мацутані.
Ріп ван Гелсінг
Ворог Дракули протягом останніх 10 років, який сповнений рішучості знищити всіх вампірів на Землі, але страждає на важкий випадок геморою. Він слідує за Дракулою до Токіо, де влаштовується на роботу вчителем у середню школу Мацутані. Однак після того, як він намагається підзаробити, продаючи «хитрі олівці Дракули» (порожнисті олівці з лінзою на одному кінці та відповідями на тестові завдання на згорнутому аркуші всередині), його ловлять і звільняють. Насправді він так і не зловив жодного вампіра протягом серіалу. Має той самий дизайн персонажа, що й Доктор Фулер з Astro Boy.
Кармілла
Жінка-перевертень, з якою колись був одружений Дракула. Вони розлучилися невдовзі після народження Чоколи, бо Камілла хотіла виховати Чоколу вбивцею людей. Дракула проводить межу між вбивством людей для потреби і відвертим вбивством. Вона з'являється лише в одному розділі.
Ігор
Слуга Дракули та Чоколи, який, незважаючи на свій лютий вигляд, насправді дуже добросердий. Більшість часу проводить або за кермом сімейної карети, запряженої кіньми, або прибираючи чийсь прах. Його головна слабкість — бачити голих жінок.
Блонда Грей
Потворна жінка, яка була першою, у кого Дракула висмоктав кров в Японії. Страждала від надзвичайно високого кров'яного тиску і була одружена з Доріаном Греєм, коли вони обидва жили в Празі. Будучи студентом, Доріан уклав угоду з дияволом, щоб стати успішним, що призвело до його одруження з (на той час) прекрасною Блондою, але з часом він став жорстоким і через три роки був затягнутий у рамку. Приблизно в цей час Блонда покинула його і переїхала до Японії, де стала офіціанткою в барі і почала надмірно балувати себе раменом.
Інспектор поліції Мурай
Невмілий детектив-зброєносець, схожий на щось середнє між Інспектором Зеніґатою з Lupin та Недзумі Отоко з GeGeGe no Kitarō. Схильний стріляти з пістолета в повітря, коли збуджений.

## Аніме
Телевізійний аніме-серіал Don Dracula був замовлений у 1982 році Tezuka Productions. Прем’єра відбулася у квітні 1982 року, але було зроблено лише вісім серій, і лише чотири з них вийшли в ефір через банкрутство компанії-спонсора аніме. Чотири «загублені» серії були показані пізніше, коли аніме було дубльоване для показу на інших територіях, але вони так і залишалися недоступними в Японії, доки серіал не вийшов на DVD.

## Інші появи
- Дон Дракула з'являється як слуга Шараку в Marine Express, а його дочка Чокола — в ролі Міллі, доньки-кіборга Дюка Реда.
- Дон Дракула з'являється як директор лікарні в розділі манги Black Jack, «Як B.J.».
- Дон Дракула з'являється в грі для Game Boy Advance 2004 року, Astro Boy: Omega Factor, у тій самій ролі, що й у Marine Express.
- Дон Дракула також з'являється в 57 епізоді аніме Black Jack, «Екзаменаційний щоденник Піноко». Тут у нього більш людська зовнішність.